# کامبارکا
شهر کامبارکا (به روسی: Камбарка) در کشور روسیه و در جمهوری اودمورتیا واقع شده‌است.